# Djer
Pour la ville appelée Đer en serbe, voir Győr.
Djer est un souverain de la Ire dynastie pendant la période thinite et aurait régné à la fin du IVe millénaire ou au début du IIIe millénaire avant notre ère.

## Généalogie
La pierre de Palerme, plus spécifiquement le deuxième registre du fragment I du Caire, indique que le nom de sa mère était Khenthap, inconnue par ailleurs. Son prédécesseur, Âha, était probablement son père.
Parmi ses épouses, plusieurs propositions ont été faites :
- Nakhtneith (ou Nekhetneith), enterrée à Abydos dans les tombes subsidiaires autour de celle de Djer et connue par une stèle (no 95)[2],[1],
- Herneith, enterrée dans la tombe S3507 à Saqqarah et probable épouse de Djer[1],
- Penebouy, son nom et son titre ont été trouvés sur une étiquette en ivoire de Saqqarah et deux étiquettes en ivoire dans la nécropole de Djer[3],[4],
- bsou, connue grâce à une étiquette trouvée à Saqqarah et plusieurs récipients en pierre (lecture du nom incertaine ; nom composé de trois hiéroglyphes de poissons)[3],[4].

Quant aux enfants de Djer, rien n'est connu avec certitude. Deux hypothèses ont été avancées :
- Djer a été proposé comme le père de son successeur Ouadji dans le cadre d'une transmission de père en fils de la royauté égyptienne[1],
- Djer et Herneith auraient été les parents de la reine Merneith (ou Meretneith), connue comme épouse d'un roi qui était probablement Ouadji et la mère de Den, successeur d'Ouadji ; ceci est supporté notamment par Jean-Pierre Pätznick car des sceaux découverts dans la tombe S3503 à Saqqarah sur lesquels sont figurés les serekhs de Djer et Meretneith, respectivement surmontés du faucon Horus et du symbole de Neith ; Ouadji aurait alors épousé Merneith pour obtenir la légitimité dynastique, et ce qui expliquerait le statut presque royale de la reine, comme l'illustre la taille de sa tombe et sa présence sur des sceaux de Den montrant la succession des rois de Narmer à ce dernier[5].

|  |  |  |  |  |  |  |  |  |  | Âha | Âha | Âha | Âha | Âha    | Âha    |        |        | Khenthap | Khenthap | Khenthap | Khenthap | Khenthap | Khenthap |            |            |            |            |            |            |          |          |          |          |          |          |          |          |          |          |  |  |          |          |          |          |          |          |  |  |       |       |       |       |       |       |  |  |  |  |  |  |  |  |
|  |  |  |  |  |  |  |  |  |  | Âha | Âha | Âha | Âha | Âha    | Âha    |        |        | Khenthap | Khenthap | Khenthap | Khenthap | Khenthap | Khenthap |            |            |            |            |            |            |          |          |          |          |          |          |          |          |          |          |  |  |          |          |          |          |          |          |  |  |       |       |       |       |       |       |  |  |  |  |  |  |  |  |
|  |  |  |  |  |  |  |  |  |  |     |     |     |     |        |        |        |        |          |          |          |          |          |          |            |            |            |            |            |            |          |          |          |          |          |          |          |          |          |          |  |  |          |          |          |          |          |          |  |  |       |       |       |       |       |       |  |  |  |  |  |  |  |  |
|  |  |  |  |  |  |  |  |  |  |     |     |     |     |        |        |        |        |          |          |          |          |          |          |            |            |            |            |            |            |          |          |          |          |          |          |          |          |          |          |  |  |          |          |          |          |          |          |  |  |       |       |       |       |       |       |  |  |  |  |  |  |  |  |
|  |  |  |  |  |  |  |  |  |  |     |     |     |     | Djer   | Djer   | Djer   | Djer   | Djer     | Djer     |          |          |          |          | Nakhtneith | Nakhtneith | Nakhtneith | Nakhtneith | Nakhtneith | Nakhtneith |          |          |          |          | Herneith | Herneith | Herneith | Herneith | Herneith | Herneith |  |  | Penebouy | Penebouy | Penebouy | Penebouy | Penebouy | Penebouy |  |  | Besou | Besou | Besou | Besou | Besou | Besou |  |  |  |  |  |  |  |  |
|  |  |  |  |  |  |  |  |  |  |     |     |     |     | Djer   | Djer   | Djer   | Djer   | Djer     | Djer     |          |          |          |          | Nakhtneith | Nakhtneith | Nakhtneith | Nakhtneith | Nakhtneith | Nakhtneith |          |          |          |          | Herneith | Herneith | Herneith | Herneith | Herneith | Herneith |  |  | Penebouy | Penebouy | Penebouy | Penebouy | Penebouy | Penebouy |  |  | Besou | Besou | Besou | Besou | Besou | Besou |  |  |  |  |  |  |  |  |
|  |  |  |  |  |  |  |  |  |  |     |     |     |     |        |        |        |        |          |          |          |          |          |          |            |            |            |            |            |            |          |          |          |          |          |          |          |          |          |          |  |  |          |          |          |          |          |          |  |  |       |       |       |       |       |       |  |  |  |  |  |  |  |  |
|  |  |  |  |  |  |  |  |  |  |     |     |     |     | Ouadji | Ouadji | Ouadji | Ouadji | Ouadji   | Ouadji   |          |          |          |          |            |            |            |            |            |            | Merneith | Merneith | Merneith | Merneith | Merneith | Merneith |          |          |          |          |  |  |          |          |          |          |          |          |  |  |       |       |       |       |       |       |  |  |  |  |  |  |  |  |
|  |  |  |  |  |  |  |  |  |  |     |     |     |     | Ouadji | Ouadji | Ouadji | Ouadji | Ouadji   | Ouadji   |          |          |          |          |            |            |            |            |            |            | Merneith | Merneith | Merneith | Merneith | Merneith | Merneith |          |          |          |          |  |  |          |          |          |          |          |          |  |  |       |       |       |       |       |       |  |  |  |  |  |  |  |  |
|  |  |  |  |  |  |  |  |  |  |     |     |     |     |        |        |        |        |          |          |          |          |          |          |            |            |            |            |            |            |          |          |          |          |          |          |          |          |          |          |  |  |          |          |          |          |          |          |  |  |       |       |       |       |       |       |  |  |  |  |  |  |  |  |
|  |  |  |  |  |  |  |  |  |  |     |     |     |     |        |        |        |        |          |          |          |          | Den      |          |            |            |            |            |            |            |          |          |          |          |          |          |          |          |          |          |  |  |          |          |          |          |          |          |  |  |       |       |       |       |       |       |  |  |  |  |  |  |  |  |

## Attestations

### Attestations contemporaines
Djer est attesté par plusieurs documents :
- provenant d'Abydos :
  - la tombe O du roi dans laquelle ont été trouvés plusieurs documents, dont des scellements de jarres, des étiquettes, des fragments de vaisselle en pierre, des bijoux, un couteau en silex ainsi que sa stèle funéraire[7],[8],[9],[10],
  - dans la tombe T de Den, un fragment de vaisselle est inscrit avec les serekhs côte à côte de Djer et d'Ouadji[11] ; y ont été découverts également les deux fameux sceaux sur lesquels sont inscrits les noms des rois de Narmer à Den pour l'un et de Narmer à Ouadji pour l'autre et incluant tous les deux l'inscription « mère du roi Merneith »[12],
  - une herminette en cuivre inscrite au nom du roi a été découverte dans l'une des tombes subsidiaires autour de la tombe de Djer[13],
  - le fameux sceau mentionnant les huit rois de la Ire dynastie, de Narmer à Qâ, découvert dans la tombe Q de Qâ[12],
  - un enclos funéraire du roi a également été découvert aux côtés de ceux des autres rois de la dynastie à un kilomètre à l'est du cimetière royal, à la lisière du désert[13],
- provenant de la nécropole memphite :
  - quatorze récipients en pierre (nos  2 à 15) découverts dans les galeries orientales sous la pyramide de Djéser[14],
  - dans le cimetière de l'élite à Saqqarah :
    - plus sépcifiquement dans le mastaba S3357  daté du règne de son prédécesseur Âha, dans lequel un sceau de Djer a été découvert[15],
    - dans les mastabas S3471, S2185 et S2171H datés du règne de Djer, dans lesquels deux étiquettes et des sceaux de Djer ont été découverts[16],[17],
    - dans le mastaba S3503 où ont été découverts vingt-neuf sceaux de Djer seul et treize sceaux montrant, côte à côte, le serekh de Djer surmonté du faucon Horus et le serekh de Meryt-Neith surmonté du symbole de la déesse Neith[18],[19],
    - dans les mastabas S3035 d'Hemaka et S3506 datés du règne de Den, dans lesquels ont été découverts une étiquette d'ébène de Djer pour le premier mastaba[20] et trois sceaux de Djer pour le second mastaba[21],

  - dans la zone des tombes 1H.3 et 40 à Helwan, un petit morceau de faïence inscrit au nom de Djer ainsi qu'un autre inscrit au nom de Narmer et un sceau cylindre inscrit au nom d'Âha ont été découverts[22],
  - Djer est également attesté à Tourah[23],[13],
- une statuette fragmentaire bleue claire, la tête étant perdue, a été retrouvée dans le temple de Satet à Éléphantine et inscrite au nom du roi[13],
- deux objets en marbre ont également été retrouvés et sont inscrits à son nom[13],
- un récipient aujourd'hui à Saint-Germain-en-Laye et un fragment de récipient en calcite[24], tous les deux de provenance inconnue, faisant monter à dix-huit le nombre de récipients en pierre à son nom,
- une inscription rupestre au Ouadi Ameyra dans le Sinaï commémore une expédition vers les mines et carrières de la région et est datée règne de Djer grâce au serekh du roi ; il est à noter que le nom de Neith-Hotep est également présent sur l'inscription, ce qui pourrait signifier que l'expédition a été entreprise au début du règne de Djer pendant une hypothétique régence de Neith-Hotep[25] ; à gauche du serekh du roi se trouve des hiéroglyphes dont deux pourraient se référer à un second nom lu It / Itiou, qui fait écho au nom Itéti que la tradition retiendra[26],
- une autre inscription rupestre du Gebel Sheikh Souleiman, entre Bouhen et Mirgissa, commémore une opération militaire dans la région et est datée du règne de Djer, bien que l'attribution du sereh à Djer ait fait débat (le serekh est vide mais le signe du roseau inscrit à sa droite est interprété par certains comme une inscription bien postérieure (comme d'autres, le relief ayant visiblement été l'objet de multiples visites au cours du temps), tandis que d'autres y voient le premier signe du nom It / Itiou qui se trouve aussi sur le relief du Ouadi Ameyra)[27],[28].

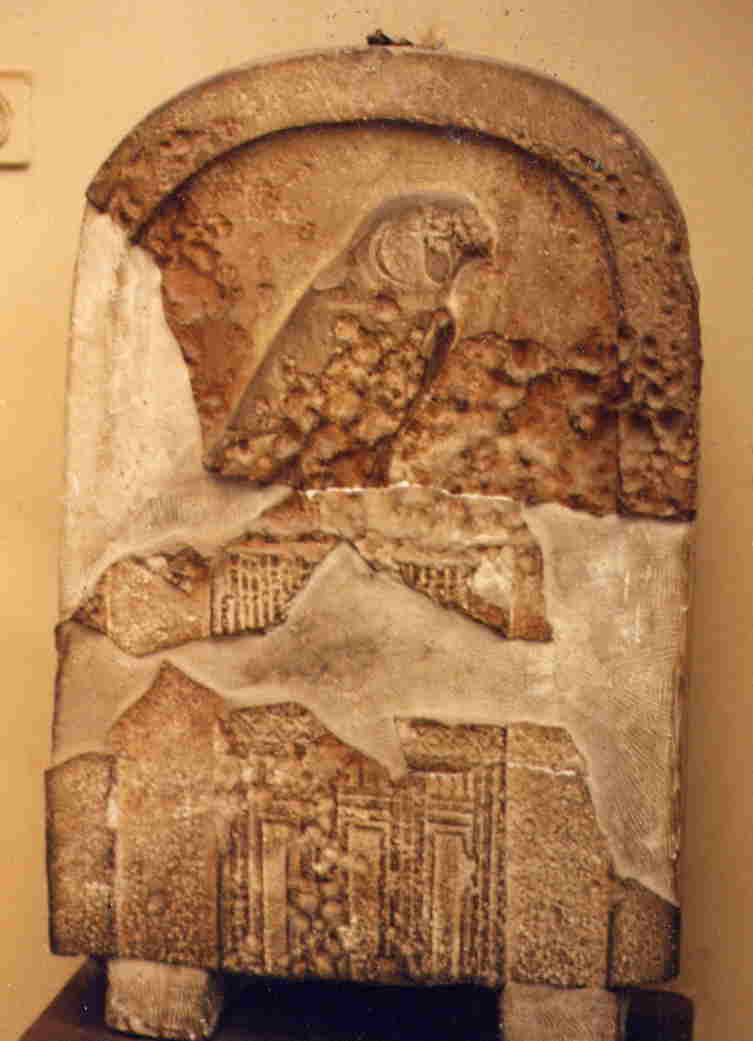
Stèle de la tombe de Djer découverte à Oumm el-Qa'ab, près d'Abydos - Musée égyptien du Caire (JE34992).
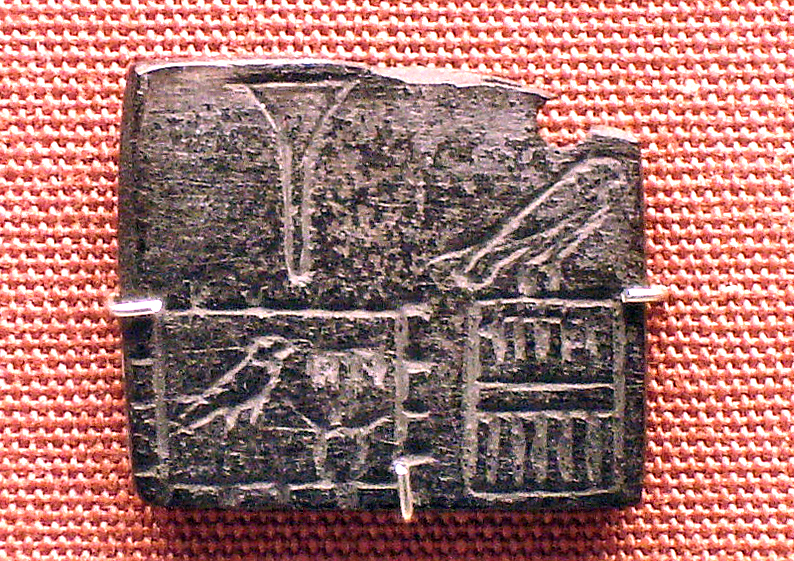
Petite étiquette en ivoire de Djer mentionnant le nom d'une forteresse ou d'un domaine du roi Hor-Djer-ib.
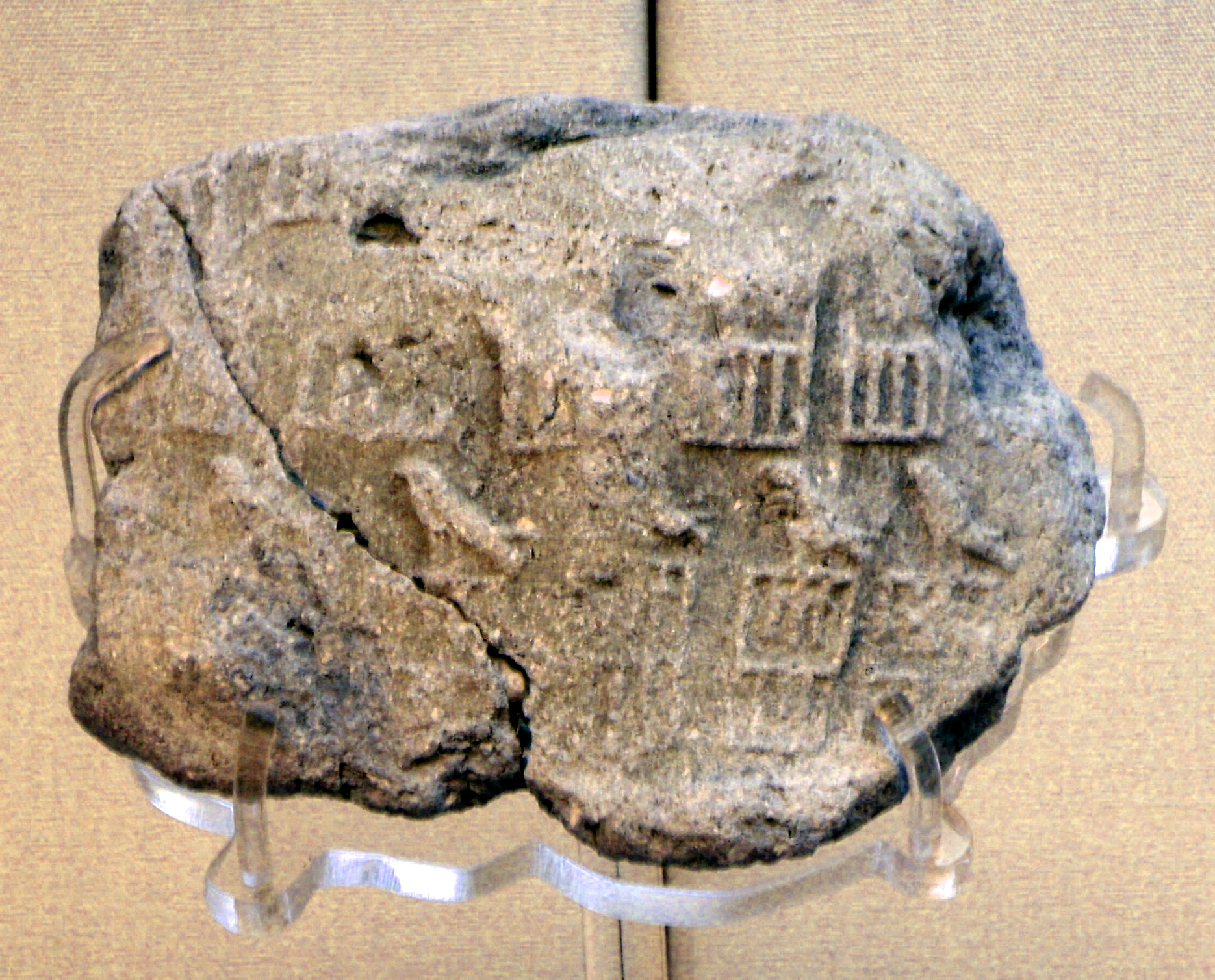
Empreinte de sceau avec le serekh de Djer trouvée à Abydos - British Museum, Londres.
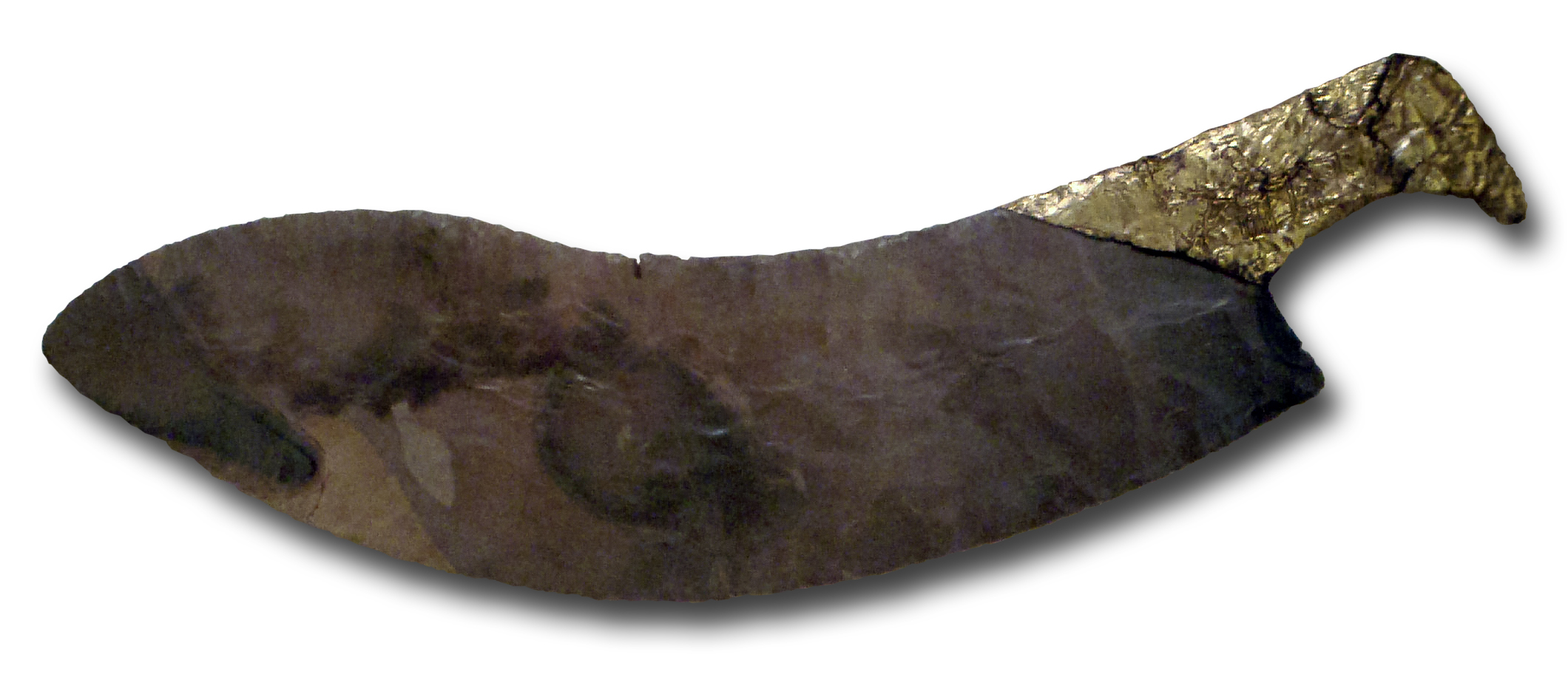
Couteau cérémoniel en silex avec le nom d'Horus de Djer inscrit sur son manche en or - Musée royal de l'Ontario, Toronto.
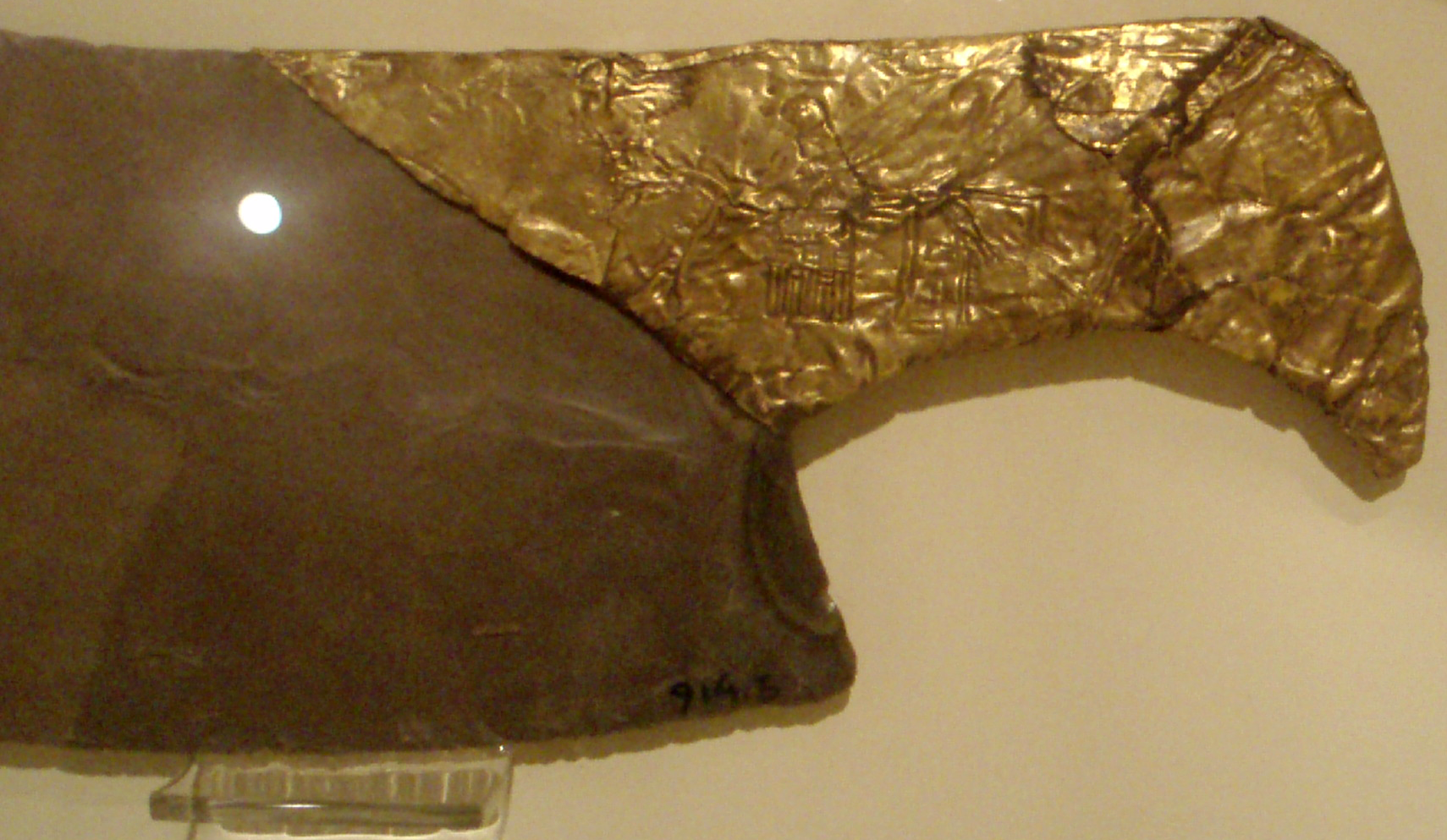
Vue rapprochée du serekh de Djer sur le couteau de cérémonie en silex.
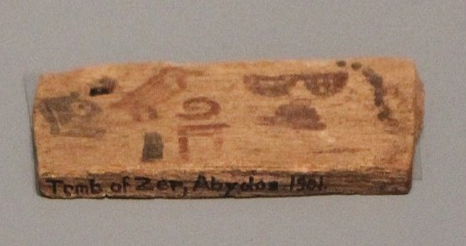
Étiquette de Djer découvert dans la tombe de Djer.
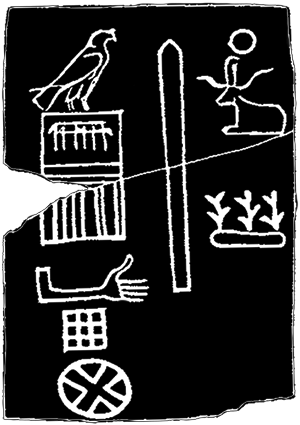
Dessin d'une étiquette d'ivoire provenant de la tombe de Djer.

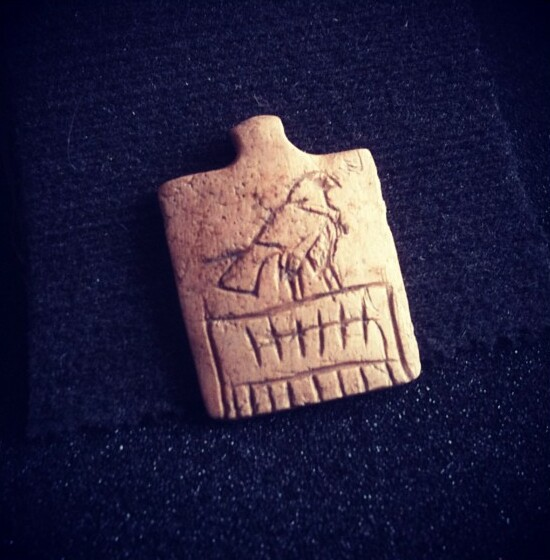
Étiquette d'ivoire de Djer découvert dans sa tombe à Ouum el-Qa'ab - Manchester Museum.
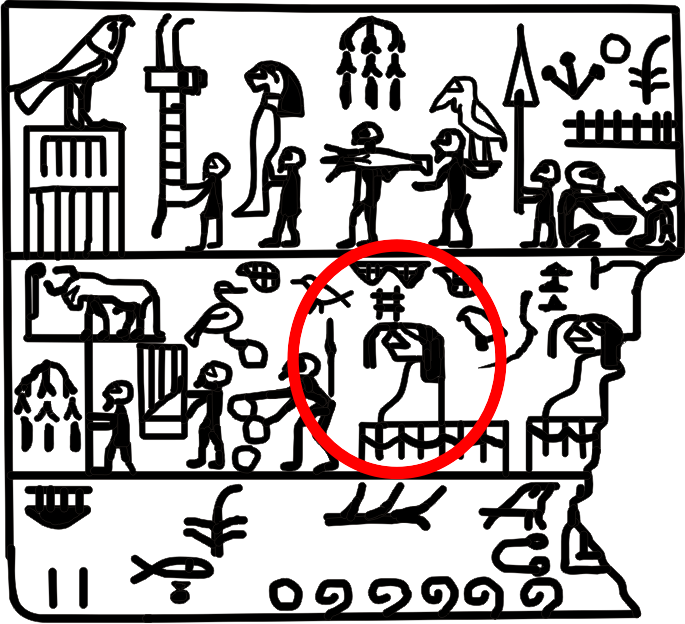
Dessin d'une étiquette d'ivoire provenant de la tombe S3035 à Saqqarah (le rond rouge montre l'une des trois attestations de la reine Penebouy).
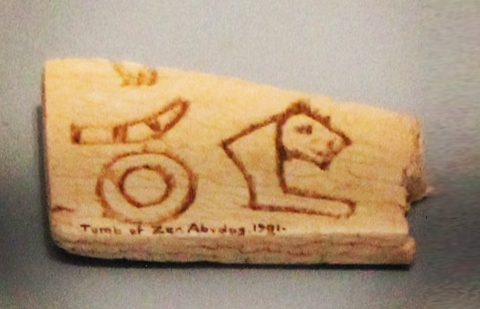
Étiquette de Djer découvert dans sa tombe.
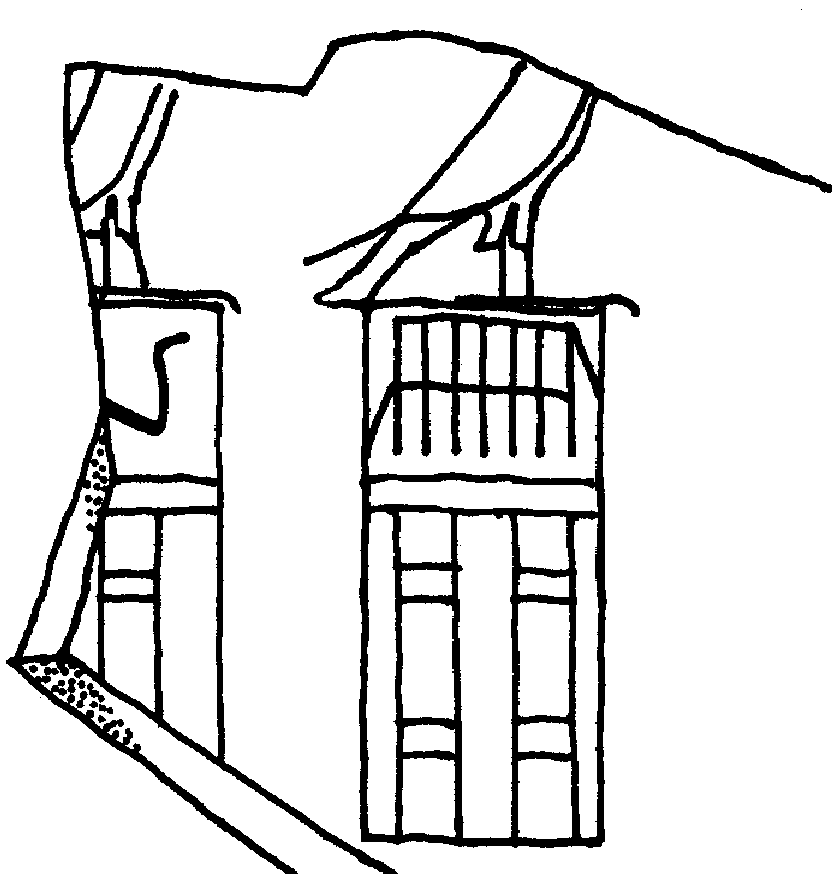
Fragment de récipient inscrit avec les deux serekhs côte à côte d'Ouadji et Djer et découvert dans la nécropole royale d'Ouum el-Qa'ab[11].
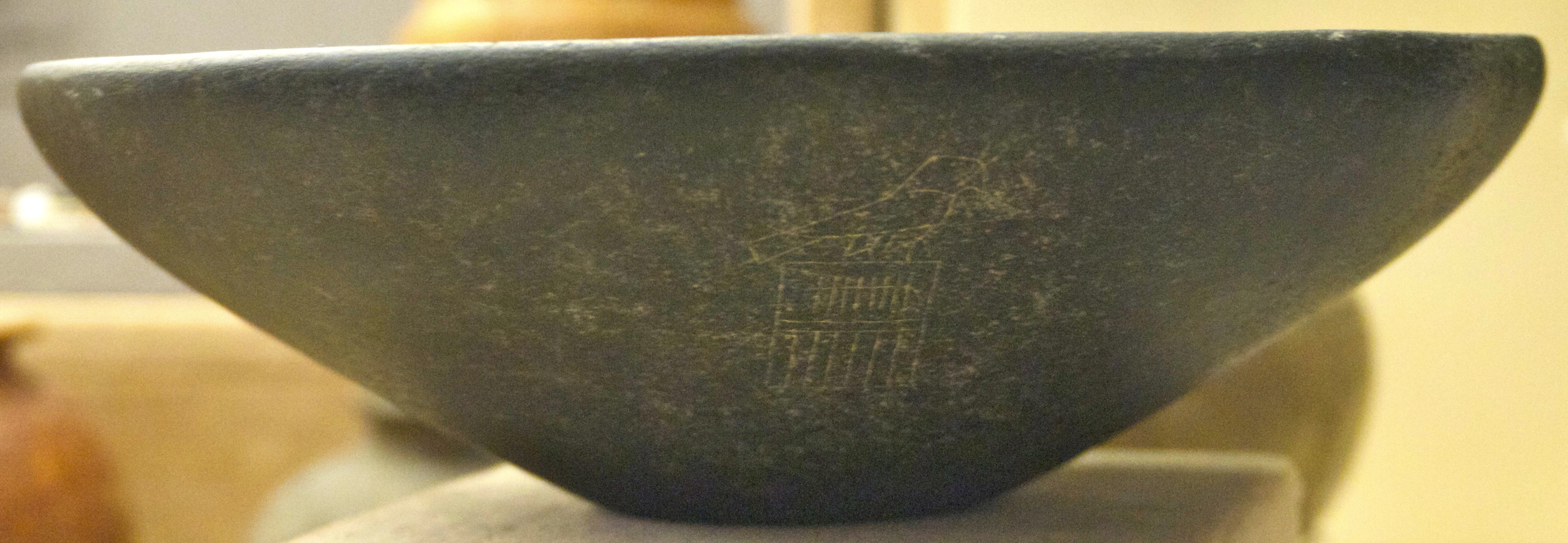
Récipient en pierre portant le serekh de Djer - Musée d'Archéologie nationale, Saint-Germain-en-Laye.
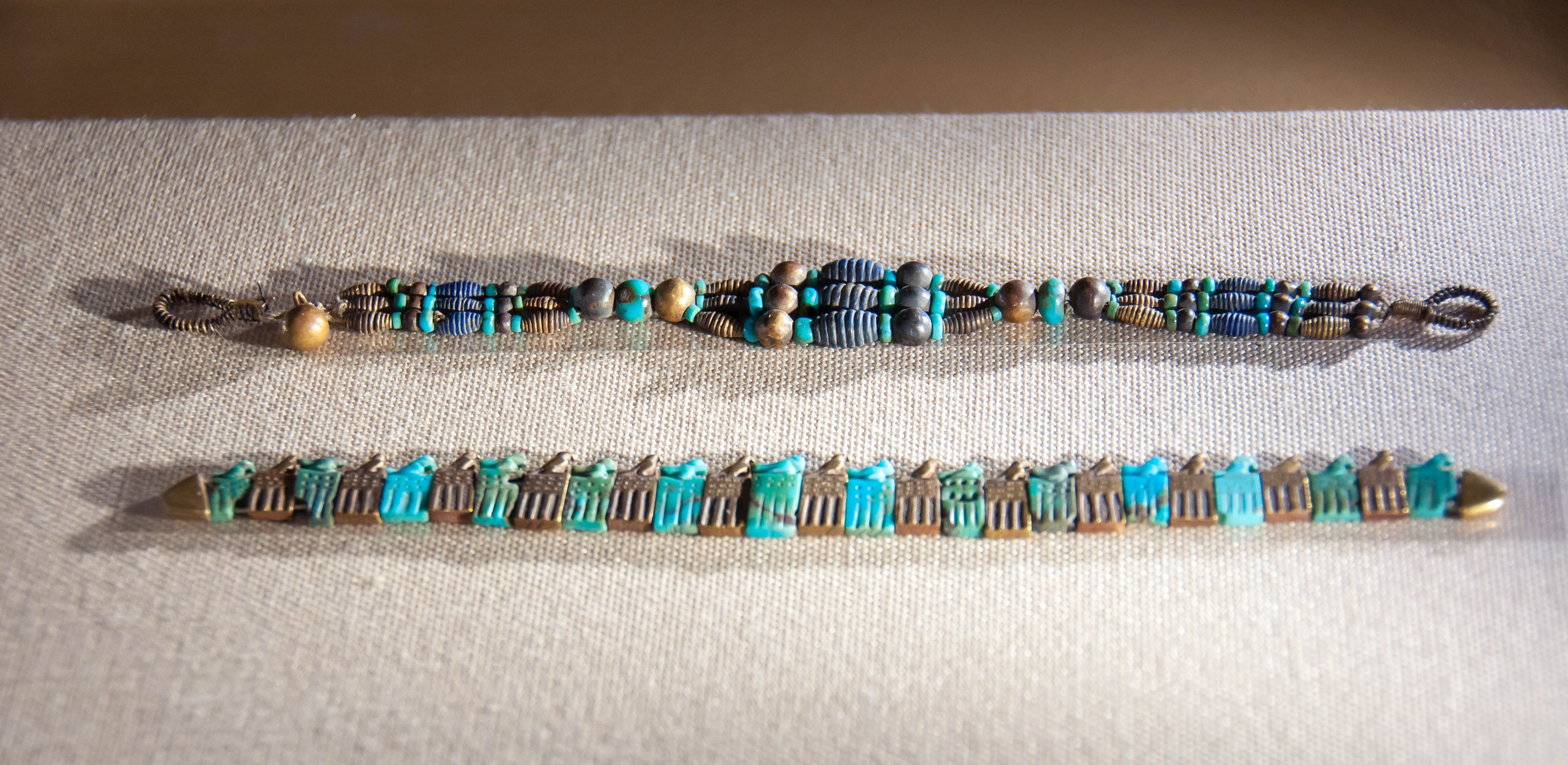
Bracelets de reine découverts dans la tombe de Djer à Abydos.
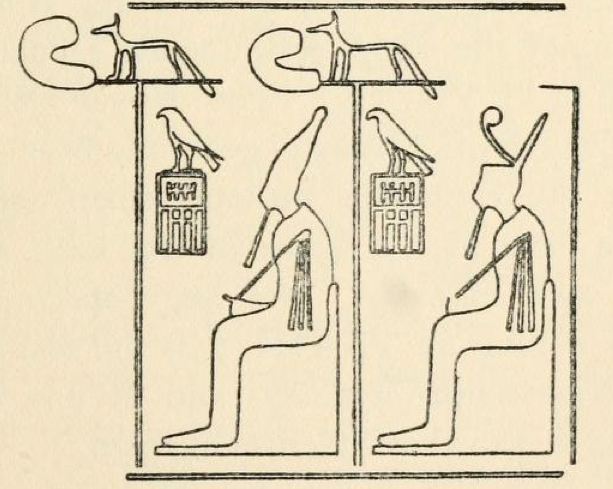
Dessin de l'empreinte d'un sceau-cylindre de Djer portant la couronne blanche à gauche et la couronne rouge à droite.

### Attestations ultérieures
Djer est attesté sur la pierre de Palerme, plus spécifiquement sur le deuxième registre du fragment de Palerme, où est inscrit le début de son règne, et ainsi que sur celui du fragment I du Caire, où est inscrit le milieu de son règne ainsi que sa titulature avec son serekh Djer, son nom d'or Ny-Nébou attesté nulle part ailleurs, un cartouche anachronique Itéti et le nom de mère Khenthap, attestée nulle part ailleurs non plus :
- fragment de Palerme[30] :
  - « Quatre mois treize jours ; unification de la Haute et la Basse-Égypte ; contournement du mur ; six coudées » (ȝbd 4 sw 13 ; smȝ Šmˁ Tȝ-Mḥw ; pẖr ḥȝ jnb ; mḥ 6),
  - « Suivants d'Horus ; fête-Desher » (Šms-Ḥr ; ḥb-dšr),
  - « Création des deux enfants royaux ; quatre coudées une paume » (mst sȝty-bjty ; mḥ 4 šsp 1),
  - « Suivants d'Horus ; encensement d'une victime sacrificielle (?) ; cinq coudées cinq paume un doigt » (Šms-Ḥr ; kḥp (?) ḥsq (?) ; mḥ 5 šsp 5 ḏbˁ),
  - « Planification (du bâtiment) Compagnon des dieux ; fête de Sokar (?) ; cinq coudées cinq paumes un doigt » (ḥȝ smr-nṯr.w ; ḥb-Skr (?) ; mḥ 5 šsp 5 ḏbˁ),
  - « Suivants d'Horus ; création (d'une image) d'Iat ; cinq coudées une paume » (Šms-Ḥr ; mst Jȝt ; mḥ 5 šsp 1),
  - « Apparition du roi en tant que nésout ; création (d'une image) de Min ; cinq coudées » (ḫˁ(t)-nsw.t ; mst Mnw ; mḥ 5),
  - « Suivants d'Horus ; création (d'une statue) d'Anubis ; six coudées une paume » (Šms-Ḥr ; mst Jnpw ; mḥ 6 šsp 1),
  - « Première occasion de la fête-Djet (cérémonie funéraire) ; quatre coudées un empan » (zp tpj ḥb-ḏt ; mḥ 4 šȝ),
- fragment I du Caire[31] :
  - « Suivants d'Horus ; création (d'une statue) d'Anubis ; quatre coudées ... paumes » (Šms-Ḥr ; mst Jnpw ; mḥ 4 šsp ...),
  - « Contournement des Deux Pays ; fête-desher ; sept coudées ... » (pẖr Tȝ.wy ; ḥb-dšr ; mḥ 7...),
  - « Suivants d'Horus ; création (d'une statue) ... de Thot ; sept coudées ... » (Šms-Ḥr ; mst ... Ḏḥwty ; mḥ 7...),
  - « Plannification (?) (du bâtiment) « Compagnon des dieux » ; fête de Sokar (?) ; quatre coudées » (ḥȝ smr-nṯr.w ; ḥb-Skr (?) ; mḥ 4),
  - « Suivants d'Horus ; frapper (le pays de) Setjet ; quatre coudées » (Šms-Ḥr ; mst sqr Sṯt ; mḥ 4),
  - « Apparition du roi en tant que nésout ; création (d'une statue) de Ha ; quatre coudées » (ḫˁ(t)-nsw.t ; mst Ḥȝ ; mḥ 4),
  - « Suivants d'Horus ; création (d'une statue) de Neith (?) ; trois coudées » (Šms-Ḥr ; mst Nt (?) ; mḥ 3),
  - « (Le bâtiment) « Compagnon des dieux » ; fête-desher ; cinq coudées » (smr-nṯr.w ; ḥb-dšr ; mḥ 5),
  - « Suivants d'Horus ; création (d'une statue) d'Anubis ; quatre coudées ... » (Šms-Ḥr ; mst Jnpw ; mḥ 4 ...).

Le roi est également présent sur les listes royales ramessides sous un nom différent, le nom écrit étant corrompu par le temps :
- la liste royale d'Abydos, datée du règne de Séthi Ier (XIXe dynastie), dans laquelle le nom de Itéti est inscrit à la troisième position[32],
- le canon royal de Turin, daté de la XIXe dynastie, dans lequel le nom est inscrit à la treizième position de la troisième colonne mais est illisible[32].

Concernant les listes manéthoniennes, le troisième roi de la dynastie est nommé Kenkenês (Κενκενης) et aurait régné trente-neuf ans (selon  la version d'Eusèbe de Césarée) ou trente-et-un ans (selon la version d'Africanus).

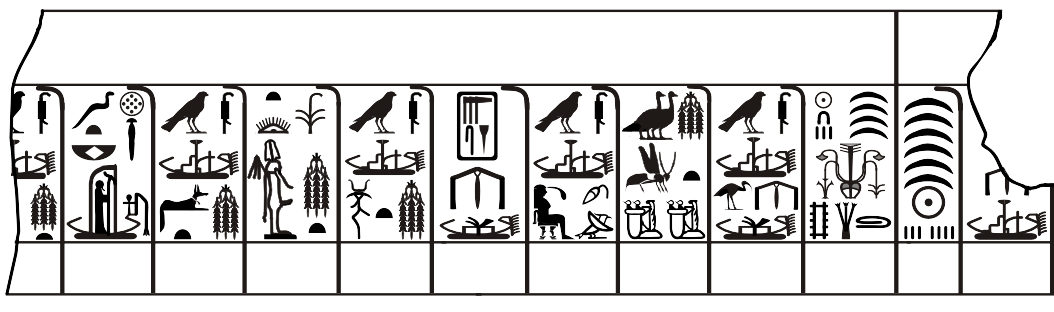
Dessin de l'inscription sur le fragment de Palerme, avec la fin du règne d'Âha à droite et le début du règne de Djer.
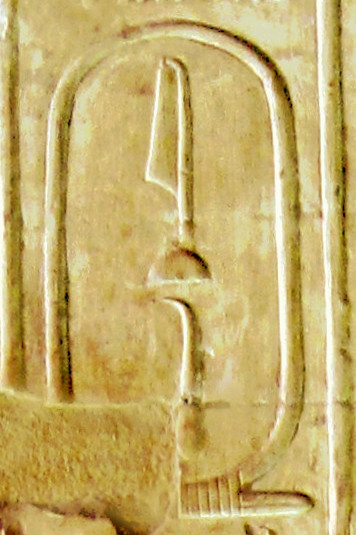
Cartouche de Itéti dans la liste d'Abydos.

## Noms du roi
Des attestations contemporaines du roi, seul le serekh dans lequel est inscrit son nom d'Horus Djer a été découvert. Cependant, deux autres noms sont attestés sur la pierre de Palerme : le nom d'or (ancêtre du nom d'Horus d'or) « Ny-Nébou » (n(y)-nbw) et un nom en cartouche « Itéti/Itti » (Jttj). Ce nom en cartouche se retrouve également présent dans les listes ramessides.

### Nom en cartouche
Bien que le cartouche soit complètement anachronique, ce nom, par analogie avec ses successeurs, correspondrait au nom que ces derniers faisaient précéder par le titre Nesout-bity :
- pour Den, on retrouve Nesout-bity Khasty,
- pour Âdjib, on retrouve Nesout-bity Merpebia-Nebouy,
- pour Sémerkhet, on retrouve Nesout-bity Iry-Nebty,
- Pour Qâ, on retrouve Nesout-bity Qaâ-Nebty et exceptionnellement Nesout-bity Sen-Nebty.

Deux reliefs, pour l'un découvert en 1910 mais ayant fait l'objet d'une nouvelle analyse en 2014 (celui du Gebel Sheikh Souleiman), l'autre découvert au début des années 2010 (celui du Ouadi Ameyra) portent tous deux des inscriptions qui font penser à un nom qui serait It/Itiou. Ce nom fait écho au nom Itéti que la tradition a conservé, et ce dès l'Ancien Empire, époque pendant laquelle la pierre de Palerme a été gravée, ce qui supporte l'analyse faisant de ces hiéroglyphes le nom du souverain,.
On peut noter que le débat existe également pour le groupe de hiéroglyphes qui peut être transcrit par Nebty-Men, inscrit sur une étiquette en ivoire datant du règne d'Âha qui a été découverte dans la tombe de Neith-Hotep à Nagada ainsi que le groupe de hiéroglyphes qui peut être transcrit par Men et retrouvé sur un sceau fragmentaire à Abydos et datant du règne de Narmer.

### Nom d'or
Le nom d'or, qui sera plus tard transformé en un véritable nom d'Horus d'or, n'est pratiquement pas attesté de toute la période thinite, bien que la plus ancienne est probablement une attestation datée de Den et découverte à Abydos. Cependant, les fragments de la pierre de Palerme attestent pour trois rois, pour lesquels la titulature a pu être entièrement ou partiellement conservée : Djer et Sémerkhet (lecture illisible) de la Ire dynastie et Nynetjer (« Ren-Nebou », Rn-nbw) IIe dynastie. Or un récipient en pierre (le no 98 de Lacau et Lauer) daté du règne de Nynetjer et découvert dans les galeries orientales sous la pyramide de Djéser porte le même nom d'or que celui indiqué sur la pierre de Pelerme, supportant l'idée d'une authenticité des noms attribués à Djer et Sémerkhet.

## Règne

### Durée du règne
On situe son règne à la fin du IVe millénaire ou au début du IIIe millénaire avant notre ère. La pierre de Palerme indique qu'il a régné pendant une longue période, voire plus exactement quarante-et-une année complète ou partielle, soit une durée supérieure à ce qui est indiqué dans les sources manéthoniennes. Il est à noter que la première année de son règne dure quatre mois treize jours, tandis que la dernière année de son prédécesseur dure six mois et sept jours, il reste dont quarante-cinq jours entre les deux règne, qui pourrait correspondre à la durée entre la mort du roi et son enterrement et qui serait alors considérer comme une période d'interrègne, bien qu'une erreur de scribe pourrait également être la cause d'une telle période.

### Activités
Sur plusieurs fragments de la Pierre de Palerme, les informations concernant dix-huit années de son règne sont encore lisibles. Il est ainsi précisé que le roi organise plusieurs expéditions notamment une militaire au Sinaï dans le but d'assurer le contrôle sur cette région minière mais également commerciale avec le Liban afin d'importer du bois de cèdre. On y apprend également que Djer fait édifier un palais à Memphis, et qu'il organise les cultes de Bouto dans le delta du Nil. La réalité de cette expédition au Sinaï a récemment été démontrée par la découverte d'une inscription commémorative à son nom au Ouadi Ameyra,. Il est à noter que le nom de Neith-Hotep est également présent sur l'inscription, ce qui pourrait signifier que l'expédition a été entreprise au début du règne de Djer pendant une hypothétique régence de Neith-Hotep. Une inscription du roi a été découverte au Gebel Sheikh Suleiman, entre Bouhen et Mirgissa, ce qui indiquerait que les troupes égyptiennes avaient déjà pénétré en territoire nubien pendant son règne sans doute dans le but de contrôler le commerce et l'accès à la vallée jusqu'à la seconde cataracte.
De son règne datent une série de tombes découvertes à Abydos ainsi que de nombreux mastabas découverts sur le plateau de Saqqarah. Sous son règne, le pays connaît un grand essor économique, particulièrement dans la métallurgie comme le montrent les bracelets découverts dans la tombe du roi, l'herminette de cuivre incisée avec le serekh du roi découverte dans l'une des tombes subsidiaires située à proximité de la tombe royale, ainsi que les outils, armes et vaisselles découverts dans la tombe S3471 à Saqqarah et datée du règne du roi par les inscriptions retrouvées à l'intérieur. Une statuette bleue claire fragmentaire, la tête étant perdue, et retrouvée dans le temple de Satet à Éléphantine et inscrite au nom du roi montre également les compétences des artisans du règne ; il s'agit de la plus ancienne statuette royale retrouvée en Égypte. Un autre objet notable daté du règne est un magnifique couteau à silex au manche couvert d'or retrouvé dans la tombe du roi. Enfin, il semble que les relations commerciales entre l'Égypte et le Levant soient relativement importantes sous ce règne, comme le montre les fragments d'une douzaine a minima de récipients levantins retrouvés dans la tombe du roi à Abydos.

## Sépulture

Plan de la tombe de Djer

Le tombeau de Djer (tombe O) a été identifié dans la nécropole royale d'Oumm el-Qa'ab à Abydos, où une grande stèle portant son nom d'Horus a été retrouvée brisée. Elle est actuellement conservée au Musée égyptien du Caire. 318 tombes subsidiaires ont été retrouvées autour du tombeau de Djer.
Un ensemble de bijoux y a été découvert par William Matthew Flinders Petrie en 1901, dont un bracelet constitué d'une série de serekh surmontés par une figurine de faucon, chacun des éléments étant alternativement en or (13) et en turquoise (14). Plusieurs plaquettes d'ivoire y ont été également découvertes, objets souvent précieux par les inscriptions qu'ils comportent.
Cette tombe a été identifiée au Nouvel Empire comme étant celle du dieu Osiris, faisant l'objet de restauration et d'un culte fervent par les milliers de pèlerins venus déposer des offrandes au dieu des morts.
Plusieurs objets ont été trouvés dans et autour de la tombe de Djer :
- Une stèle de Djer, aujourd'hui au Musée du Caire vient probablement d'Abydos ;
- Des étiquettes mentionnant le nom d'un palais et le nom de Meritneith ;
- Des fragments de deux vases portant le nom de la reine Neith-Hotep ;
- Des bracelets d'une reine ont été trouvés dans le mur de la tombe.

Dans les tombes subsidiaires, d'autres documents ont également été découverts :
- des stèles de plusieurs individus ;
- des objets en ivoire avec le nom de Neith-Hotep ;
- des tablettes d'ivoire.